# アモルファ-4,11-ジエン
アモルファ-4,11-ジエン (amorpha-4,11-diene) は、アルテミシニンの前駆体の一つ。